# Esselbach (Esselbach)
Esselbach ist der Hauptort der Gemeinde Esselbach im unterfränkischen Landkreis Main-Spessart in Bayern.

## Geographie
Durch das Pfarrdorf fließt der Esselbach und durch die Gemarkung der Wachenbach, in den der Esselbach mündet. Nachbargemarkungen sind der Fürstlich Löwensteinsche Park, Windheim, Hafenlohr, Kredenbach, Michelrieth, Schollbrunn, Oberndorf und Steinmark.

## Religion
Esselbach ist katholisch geprägt. Die Pfarrei St. Margareta (Pfarreiengemeinschaft Heilig Geist im Spessartgrund, Esselbach) gehört zum Dekanat Lohr.